# شون موراي (لاعب كرة قدم)
شون موراي (بالإنجليزية: Sean Murray)‏ (و. 1993  م) هو لاعب كرة قدم، من المملكة المتحدة، يلعب كلاعب وسط.

## روابط خارجية
- شون موراي على موقع الاتحاد الأوربي (الإنجليزية)
- شون موراي على موقع قاعدة بيانات كرة القدم.إي يو (الإنجليزية)
- شون موراي على موقع Soccerbase.com (لاعب) (الإنجليزية)
- شون موراي على موقع AS.com (الإسبانية)